# 宗贻平
宗贻平（1957年—），河北怀来人。汉族。毕业于青海广播电视大学党政管理专业。加入中国共产党。
曾任中国石油青海油田分公司总经理、党委副书记。2014年5月，任中石油北京石油管理干部学院院长、党委副书记。2015年7月，被免去院长职务，退休。
2008年，当选第十一届全国政协委员，代表中华全国总工会，分入第十八组。2013年，当选第十二届全国人民代表大会青海地区代表。因工作变动，2015年12月，2015年11月27日，青海省第十二届人大常委会第二十三次会议决定接受其辞去第十二届全国人民代表大会代表职务。

## 简历
1979—1976青海大柴旦大斗羊水泥厂。知青
1976—1985青海油田局西部指挥部采油队。技术员，副队长。
1985—1987青海广播电视大学。在职学历教育。
1987—1994青海石油局采油厂。站长；科长；副处长。
1994—1995青海石油局安全环保处。副处长。
1995—1999青海石油局天然气开发公司，格尔木炼油厂。经理；厂长兼党委书记。
1999.04—1999.8青海石油局。副局长。
1999—2007年青海油田公司。副总经理。
2007年12月至今青海油田分公司。总经理兼党委副书记。
2014年任中石油北京石油管理干部学院院长、党委副书记、中石油天然气集团公司党校副校长。